# Beignon
Beignon är en kommun i departementet Morbihan i regionen Bretagne i nordvästra Frankrike. Kommunen ligger i kantonen Guer som tillhör arrondissementet Vannes. År 2022 hade Beignon 1 939 invånare.

## Befolkningsutveckling
Antalet invånare i kommunen Beignon
| Referens: INSEE |